# ITF Women’s Circuit 2017 (April–Juni)
In den folgenden Tabellen werden die Tennisturniere des zweiten Quartals des ITF Women’s Circuit 2017 dargestellt.

## Turnierplan
| Kategorien |
| ---------- |
| $100.000   |
| $80.000    |
| $60.000    |
| $25.000    |
| $15.000    |

### April
| Datum 1 | Turnierort                                                           | Siegerin Einzel         | Siegerinnen Doppel                     |
| ------- | -------------------------------------------------------------------- | ----------------------- | -------------------------------------- |
| 03.04.  | Pula (Sardinien)                                                     | Petra Martić            | Alice Matteucci Camilla Rosatello      |
| 03.04.  | Kashiwa                                                              | Mai Minokoshi           | Jang Su-jeong Lee Ya-hsuan             |
| 03.04.  | Istanbul                                                             | Viktoriya Tomova        | Olga Doroschina Polina Monowa          |
| 03.04.  | Jackson (Mississippi)                                                | Barbara Haas            | Alla Kudrjawzewa Anna Zaja             |
| 03.04.  | São José dos Campos                                                  | Nathaly Kurata          | Gabriela Cé Thaisa Grana Pedretti      |
| 03.04.  | Tučepi                                                               | Lea Bošković            | Emma Laine Sabrina Santamaria          |
| 03.04.  | Scharm asch-Schaich                                                  | Margarita Skryabina     | Ana Veselinović You Xiaodi             |
| 03.04.  | Dijon                                                                | Audrey Albié            | Diāna Marcinkēviča Rebeka Masarova     |
| 03.04.  | Iraklio                                                              | Nina Alibalić           | Nastja Kolar Jasmina Tinjić            |
| 03.04.  | Hammamet                                                             | Estrella Cabeza Candela | Alice Balducci Giorgia Marchetti       |
| 10.04.  | Indian Harbour Beach Revolution Technologies Pro Tennis Classic 2017 | Wolha Hawarzowa         | Kristie Ahn Quinn Gleason              |
| 10.04.  | Istanbul                                                             | Başak Eraydın           | Weronika Kudermetowa İpek Soylu        |
| 10.04.  | Nanning                                                              | Sarina Dijas            | Lu Jingjing Walerija Sawinych          |
| 10.04.  | Pula (Sardinien)                                                     | Georgia Brescia         | Georgina García Pérez Bernarda Pera    |
| 10.04.  | Irapuato                                                             | Deniz Khazaniuk         | Desirae Krawczyk Giuliana Olmos        |
| 10.04.  | Pelham (Alabama)                                                     | Ulrikke Eikeri          | Emina Bektas Sanaz Marand              |
| 10.04.  | Scharm asch-Schaich                                                  | Sarah-Rebecca Sekulic   | Ana Veselinović You Xiaodi             |
| 10.04.  | Schymkent                                                            | Kamila Kerimbajewa      | Ilona Kremen Jana Sisikowa             |
| 10.04.  | Hammamet                                                             | Panna Udvardy           | Maia Lumsden Panna Udvardy             |
| 17.04.  | Dothan                                                               | Kristie Ahn             | Emina Bektas Sanaz Marand              |
| 17.04.  | Pula (Sardinien)                                                     | Walentina Iwachnenko    | Ankita Raina Eva Wacanno               |
| 17.04.  | Chiasso ITF Women’s Circuit Chiasso 2017                             | Jil Teichmann           | Lina Gjorcheska Aleksandrina Najdenowa |
| 17.04.  | Kairo                                                                | Hélène Scholsen         | Mariam Bolkwadse Tereza Mihalíková     |
| 17.04.  | Schymkent                                                            | Maryna Tschernyschowa   | Ilona Kremen Jana Sisikowa             |
| 17.04.  | Hammamet                                                             | Tessah Andrianjafitrimo | Gabriela Cé Andrea Gámiz               |
| 17.04.  | Antalya                                                              | Marta Leśniak           | Emma Laine Yuuki Tanaka                |
| 24.04.  | Anning Hotspring Peninsula ITF Women’s Circuit 2017                  | Zheng Saisai            | Han Xinyun Ye Qiuyu                    |
| 24.04.  | Tunis                                                                | Richèl Hogenkamp        | Guadalupe Pérez Rojas Daniela Seguel   |
| 24.04.  | Charlottesville                                                      | Madison Brengle         | Jovana Jakšić Catalina Pella           |
| 24.04.  | Pula (Sardinien)                                                     | Giulia Gatto-Monticone  | Irina Maria Bara Tereza Mrdeža         |
| 24.04.  | Qarshi                                                               | Polina Monowa           | Olga Doroshina Polina Monowa           |
| 24.04.  | Kairo                                                                | Dea Herdželaš           | Irina Fetecău Anna Slováková           |
| 24.04.  | Hua Hin                                                              | Patcharin Cheapchandej  | Nudnida Luangnam Varunya Wongteanchai  |
| 24.04.  | Antalya                                                              | Ysaline Bonaventure     | Jacqueline Cabaj Awad Margot Yerolymos |

### Mai
| Datum 1 | Turnierort                                                 | Siegerin Einzel           | Siegerinnen Doppel                                |
| ------- | ---------------------------------------------------------- | ------------------------- | ------------------------------------------------- |
| 01.05.  | Gifu Kangaroo Cup International Ladies Open Tennis 2017    | Magdaléna Rybáriková      | Eri Hozumi Miyu Katō                              |
| 01.05.  | Charleston (South Carolina)                                | Madison Brengle           | Emina Bektas Alexa Guarachi                       |
| 01.05.  | Wiesbaden Wiesbaden Tennis Open 2017                       | Kathinka von Deichmann    | Vivian Heisen Storm Sanders                       |
| 01.05.  | Chimki                                                     | Dejana Radanović          | Olessja Perwuschina Anastassija Potapowa          |
| 01.05.  | Lleida                                                     | Olga Sáez Larra           | Andrea Gámiz Georgina García Pérez                |
| 01.05.  | La Marsa                                                   | Myrtille Georges          | Katarzyna Kawa Jasmina Tinjić                     |
| 01.05.  | Kairo                                                      | Mariam Bolkwadse          | María Fernanda Herazo Magali Kempen               |
| 01.05.  | Győr                                                       | Iga Świątek               | Mira Antonitsch Panna Udvardy                     |
| 01.05.  | Akko                                                       | Despina Papamichail       | Vlada Ekshibarova Despina Papamichail             |
| 01.05.  | Pula (Sardinien)                                           | Fernanda Brito            | Fernanda Brito Noelia Zeballos                    |
| 01.05.  | Hua Hin                                                    | Michaela Haet             | Chen Jiahui Zhang Ying                            |
| 01.05.  | Antalya                                                    | Bárbara Gatica            | Amina Anschba Jelena Rybakina                     |
| 08.05.  | Cagnes-sur-Mer Open de Cagnes-sur-Mer Alpes-Maritimes 2017 | Beatriz Haddad Maia       | Chang Kai-chen Hsieh Su-wei                       |
| 08.05.  | Fukuoka                                                    | Magdaléna Rybáriková      | Junri Namigata Kotomi Takahata                    |
| 08.05.  | Yuhi                                                       | Gao Xinyu                 | Jiang Xinyu Tang Qianhui                          |
| 08.05.  | Dunakeszi                                                  | Marta Kostjuk             | Irina Maria Bara Mihaela Buzărnescu               |
| 08.05.  | Rom                                                        | Julia Grabher             | Eri Hozumi Miyu Katō                              |
| 08.05.  | Changwon                                                   | Gabriella Taylor          | Hong Seung-yeon Kang Seo-kyung                    |
| 08.05.  | Monzón                                                     | Georgina García Pérez     | Andrea Gámiz Georgina García Pérez                |
| 08.05.  | Hua Hin                                                    | Peangtarn Plipuech        | Ankita Raina Emily Webley-Smith                   |
| 08.05.  | Naples (Florida)                                           | Claire Liu                | Emina Bektas Sanaz Marand                         |
| 08.05.  | Hammamet                                                   | Jelena Simić              | Naiktha Bains Chiara Grimm                        |
| 08.05.  | Antalya                                                    | Raluca Georgiana Șerban   | Maryna Tschernyschowa Kateryna Sliusar            |
| 15.05.  | Trnava Empire Slovak Open 2017                             | Markéta Vondroušová       | Naomi Broady Heather Watson                       |
| 15.05.  | Saint-Gaudens                                              | Richèl Hogenkamp          | Chang Kai-chen Han Xinyun                         |
| 15.05.  | Kurume                                                     | Laura Robson              | Katy Dunne Tammi Patterson                        |
| 15.05.  | Qujing                                                     | Gao Xinyu                 | Jiang Xinyu Tang Qianhui                          |
| 15.05.  | Incheon                                                    | Han Na-lae                | Desirae Krawczyk Giuliana Olmos                   |
| 15.05.  | La Bisbal d’Empordà                                        | Georgina García Pérez     | Olessja Perwuschina Walerija Strachowa            |
| 15.05.  | Båstad                                                     | Irina Maria Bara          | An-Sophie Mestach Kimberley Zimmermann            |
| 15.05.  | Naples (Florida)                                           | Sofja Schuk               | Emina Bektas Alexa Guarachi                       |
| 15.05.  | Oeiras                                                     | Panna Udvardy             | Gaia Sanesi Martina Spigarelli                    |
| 15.05.  | Hammamet                                                   | Natalija Kostić           | Natalija Kostić Jelena Simić                      |
| 15.05.  | Antalya                                                    | Warwara Flink             | Emilie Francati Dasha Ivanova                     |
| 22.05.  | Lu’an                                                      | Zhu Lin                   | Jiang Xinyu Tang Qianhui                          |
| 22.05.  | Caserta                                                    | Claire Liu                | Deborah Chiesa Martina Colmegna                   |
| 22.05.  | Karuizawa                                                  | Ayano Shimizu             | Chisa Hosonuma Kanako Morisaki                    |
| 22.05.  | Goyang                                                     | Peangtarn Plipuech        | Nicha Lertpitaksinchai Peangtarn Plipuech         |
| 22.05.  | Benavídez                                                  | Catalina Pella            | Bárbara Gatica Stephanie Mariel Petit             |
| 22.05.  | Santarém                                                   | Cristina Bucșa            | Walerija Sawinych Walerija Strachowa              |
| 22.05.  | Hammamet                                                   | Naiktha Bains             | Naiktha Bains Tereza Mihalíková                   |
| 22.05.  | Antalya                                                    | Lisa Matviyenko           | Georgia Andreea Crăciun Ilona Georgiana Ghioroaie |
| 29.05.  | Wuhan                                                      | Jovana Jakšić             | Alison Bai Lu Jiajing                             |
| 29.05.  | Grado                                                      | Anna Karolína Schmiedlová | Julia Glushko Priscilla Hon                       |
| 29.05.  | Andijon                                                    | Xenija Lykina             | Olga Doroschina Polina Monowa                     |
| 29.05.  | Villa del Dique                                            | Quinn Gleason             | Lara Escauriza Stephanie Nemtsova                 |
| 29.05.  | Sangju                                                     | Jeong Su-nam              | Choi Ji-hee Kang Seo-kyung                        |
| 29.05.  | Montemor-o-Novo                                            | Walerija Sawinych         | Monika Kilnarová Walerija Selewa                  |
| 29.05.  | Niš                                                        | Sandra Jamrichová         | Alena Fomina Darja Kruschkowa                     |
| 29.05.  | Hammamet                                                   | Lucrezia Stefanini        | Barbara Kötelesová Kajsa Rinaldo Persson          |
| 29.05.  | Antalya                                                    | Emiliana Arango           | Georgia Andreea Crăciun Ilona Georgiana Ghioroaie |

### Juni
| Datum 1 | Turnierort | Siegerin Einzel           | Siegerinnen Doppel                                |
| ------- | --- | ------------------------- | ------------------------------------------------- |
| 05.06.  | Marseille Open Féminin de Marseille 2017                                                                              | Jasmine Paolini           | Natela Dsalamidse Weronika Kudermetowa            |
| 05.06.  | Surbiton AEGON Surbiton Trophy 2017/Damen                                                                             | Magdaléna Rybáriková      | Monique Adamczak Storm Sanders                    |
| 05.06.  | Brescia | Polona Hercog             | Julia Glushko Priscilla Hon                       |
| 05.06.  | Staré Splavy | Anna Karolína Schmiedlová | Laura-Ioana Andrei Anastasia Zarycká              |
| 05.06.  | Essen Bredeney Ladies Open 2017                                                                                       | Kaia Kanepi               | Carolin Daniels Lidsija Marosawa                  |
| 05.06.  | Tokio | Tammi Patterson           | Rika Fujiwara Kyōka Okamura                       |
| 05.06.  | Figueira da Foz (+ Hospitality)                                                                                       | María Teresa Torró Flor   | Ayla Aksu Raluca Georgiana Șerban                 |
| 05.06.  | Bethany Beach (Delaware)                                                                                              | Danielle Collins          | Sabrina Santamaria Abigail Tere-Apisah            |
| 05.06.  | Namangan | Polina Monowa             | Olga Doroschina Polina Monowa                     |
| 05.06.  | Minsk | Darja Kruschkowa          | Sofia Dmitrijewa Shalimar Talbi                   |
| 05.06.  | Banja Luka | Berfu Cengiz              | Berfu Cengiz Ani Wangelowa                        |
| 05.06.  | Aurangabad | Rutuja Bhosale            | Pranjala Yadlapalli Zhao Xiaoxi                   |
| 05.06.  | Gimcheon | Jeong Su-nam              | Han Sung-hee Hong Seung-yeon                      |
| 05.06.  | Madrid | Rocío de la Torre-Sánchez | Michaela Boev Gaia Sanesi                         |
| 05.06.  | Hammamet | Seone Mendez              | Hsieh Shu-ying Wu Fang-hsien                      |
| 12.06.  | Manchester AEGON Manchester Trophy 2017                                                                               | Sarina Dijas              | Magdalena Fręch An-Sophie Mestach                 |
| 12.06.  | Hódmezővásárhely | Mihaela Buzărnescu        | Kotomi Takahata Prarthana Thombare                |
| 12.06.  | Barcelona | Daniela Seguel            | Montserrat González Sílvia Soler Espinosa         |
| 12.06.  | Padova | Rebecca Peterson          | Cristiana Ferrando Alice Matteucci                |
| 12.06.  | Kōfu | Haruka Kaji               | Rika Fujiwara Kyōka Okamura                       |
| 12.06.  | Sumter (South Carolina)                                                                                               | Ashley Lahey              | Kaitlyn Christian Giuliana Olmos                  |
| 12.06.  | Minsk | Iryna Schymanowitsch      | Ilona Kremen Darja Kruschkowa                     |
| 12.06.  | Přerov | Lenka Juríková            | Dagmar Dudláková Miriam Kolodziejová              |
| 12.06.  | Gimcheon | Jeong Su-nam              | Choi Ji-hee Kang Seo-kyung                        |
| 12.06.  | Guimarães | Lara Michel               | Arianne Hartono Yuriko Miyazaki                   |
| 12.06.  | Curtea de Argeș | Georgia Andreea Crăciun   | Georgia Andreea Crăciun Ilona Georgiana Ghioroaie |
| 12.06.  | Maribor | Kaja Juvan                | Mia Jurašić Giulia Pairone                        |
| 12.06.  | Hammamet | Seone Mendez              | María Paulina Pérez Paula Andrea Pérez            |
| 19.06.  | Ilkley AEGON Ilkley Trophy 2017/Damen                                                                                 | Magdaléna Rybáriková      | Anna Blinkowa Alla Kudrjawzewa                    |
| 19.06.  | Izmir | Mihaela Buzărnescu        | An-Sophie Mestach Nina Stojanović                 |
| 19.06.  | Montpellier (+ Hospitality)                                                                                           | Alexandra Dulgheru        | Momoko Kobori Ayano Shimizu                       |
| 19.06.  | Baja | Ulrikke Eikeri            | Chantal Škamlová Anna Zaja                        |
| 19.06.  | Warschau (+ Hospitality)                                                                                              | Martina Trevisan          | Priscilla Hon Wera Lapko                          |
| 19.06.  | Ystad | Quirine Lemoine           | Walentina Iwachnenko Renata Zarazúa               |
| 19.06.  | Lenzerheide Lenzerheide Open 2017                                                                                     | Georgia Brescia           | Amra Sadiković Nina Stadler                       |
| 19.06.  | Baton Rouge (Louisiana)                                                                                               | Nicole Gibbs              | Ellen Perez Luisa Stefani                         |
| 19.06.  | Fargʻona | Sabina Sharipova          | Nigina Abduraimova Anastassija Frolowa            |
| 19.06.  | Victoria (British Columbia)                                                                                           | Alexa Graham              | Andrea Renee Villarreal Marcela Zacarías          |
| 19.06.  | Anning (Kunming) | Sun Xuliu                 | Guo Shanshan Sun Xuliu                            |
| 19.06.  | Taipeh | Lee Pei-chi               | Cho I-hsuan Cho Yi-tsen                           |
| 19.06.  | Kaltenkirchen ITF Future Nord 2017                                                                                    | Katharina Gerlach         | Lisa Ponomar Albina Xabibulina                    |
| 19.06.  | Herzlia | Estelle Cascino           | Shelly Krolitzky Maya Tahan                       |
| 19.06.  | Sassuolo | Stefania Rubini           | Federica Arcidiacono Martina Spigarelli           |
| 19.06.  | Alkmaar | Michaela Bayerlová        | Sally Peers Rosalie van der Hoek                  |
| 19.06.  | Hammamet | Fernanda Brito            | Fernanda Brito Noelia Zeballos                    |
| 26.06.  | Southsea (+ Hospitality) AEGON Southsea Trophy 2017                                                                   | Tatjana Maria             | Shuko Aoyama Yang Zhaoxuan                        |
| 26.06.  | Périgueux | Patty Schnyder            | Camilla Rosatello Kimberley Zimmermann            |
| 26.06.  | Vaihingen (Stuttgart) Internationale Württembergische Damen-Tennis-Meisterschaften um den Stuttgarter Stadtpokal 2017 | Bernarda Pera             | Ksenija Bekker Raluca Georgiana Șerban            |
| 26.06.  | Toruń (+ Hospitality)                                                                                                 | Chantal Škamlová          | Wera Lapko Anna Morgina                           |
| 26.06.  | Lund | Martina Di Giuseppe       | Ida Jarlskog Fanny Östlund                        |
| 26.06.  | Auburn (Alabama) | Miharu Imanishi           | Emina Bektas Alexa Guarachi                       |
| 26.06.  | De Haan | Lisa Ponomar              | Lisa-Marie Mätschke Bojana Marinković             |
| 26.06.  | Anning (Kunming) | Guo Shanshan              | Sun Xuliu Zang Jiaxue                             |
| 26.06.  | Scharm asch-Schaich                                                                                                   | Pranjala Yadlapalli       | Kanika Vaidya Jekaterina Jaschina                 |
| 26.06.  | Tel Aviv | Despina Papamichail       | Estelle Cascino Kyra Shroff                       |
| 26.06.  | Tarvisio | Nina Potočnik             | Federica Di Sarra Lisa Sabino                     |
| 26.06.  | Bukarest | Cristina Dinu             | Cristina Ene Alexandra Perper                     |
| 26.06.  | Istanbul | Sanaz Marand              | Sanaz Marand Melis Sezer                          |